# Polana (Murska Sobota)
Polana is een plaats in Slovenië en maakt deel uit van de gemeente Murska Sobota in de NUTS-3-regio Pomurska. De plaats telde 183 inwoners op 1 januari 2020.